# Francisco de Terrazas
Francisco de Terrazas (1525?-1600?) fue el primer poeta castellano nacido en México. Descendiente del conquistador que llevara su mismo nombre, quien a su vez fue mayordomo de Hernán Cortés y alcalde de México. Su tradición responde a una que no habría de triunfar en la Nueva España, la del caballero renacentista: militar, amante y poeta. 
Lecturas sobre la obra de Terrazas califican a sus sonetos como los más perfectos de su tiempo, de ahí la dedicatoria que Cervantes le hiciera en «El Canto de Caliope», de su novela La Galatea.

## Biografía
Existen pocas fuentes de las cuales se pueda testificar la vida del autor; gran parte de lo que se sabe de él ha sido gracias a las referencias de su vida y obra realizadas por parte de algunos escritores de su época, así como por investigaciones recientes de estudiosos en la materia. 
Francisco de Terrazas era hijo de Francisco de Terrazas, mayordomo de Hernán Cortes y alcalde de la Ciudad de México, y de Ana Osorio. Se le considera continuador de la nueva lírica española iniciada por Gutierre de Cetina en España, por tanto, pionero de la poesía italianizante en América. En esta nueva lírica convivían el italianismo y humanismo, los cuales fueron plasmados en algunos de sus sonetos, tal vez: «Dejad las hebras de oro ensortijado», el más famoso de estos.
Terrazas cantó las hazañas de Cortés; protestó contra la discriminación efectuada en la Nueva España, por la cual los mexicanos subyugados ante la corona española eran tratados como inferiores a los españoles peninsulares, y dedicó varios versos para la creación de una poesía en la que predominaba el torrente amoroso. Ejemplo de ella es una epístola en la que se exaltaban los sentimientos más sublimes del amor en su vertiente trágica titulada «Pues siempre tan sin causa pretendiste», donde un amante le anuncia a su querida su cercana muerte.
La polémica estuvo presente en su vida: una intervención sobre el antiguo y el nuevo Testamento, la Ley Mosaica y los Evangelios le ocasionó escándalos con las autoridades virreinales. En esta discusión también formó parte González de Eslava con su mordaz intervención; Terrazas afirmaba que de no conocerlo “lo hubiese tenido por cristiano sospechoso”. Por este motivo, ambos tuvieron que enfrentarse ante la Inquisición, saliendo bien librados. Una vez más el poeta mexicano dio de qué hablar con la publicación de su sintomático «Soneto IV», publicado en la antología de poesía Flores de Baria [sic] Poesía, al cual Gabriel Zaid le adjudicó el título «A unas piernas» en el siglo XX.
Las fechas de fallecimiento como la de nacimiento del poeta mexicano resultan controvertidas: no se cuenta con datos certeros. Una de las fechas más aceptadas es la que le corresponde al año de 1600, aunque investigaciones recientes se inclinan por el año de 1580. La primera fecha se le adjudica a Baltazar Dorantes de Carranza quien atestiguó tal acontecimiento en la Sumaria relación de las cosas de la Nueva España: con noticia individual de los conquistadores y primeros pobladores españoles. La segunda fue propuesta por George Baudor, quien demostró por medio de documentales que la muerte del poeta había sido veinte años antes de la fecha que se tenía por más plausible.

## Obra
La mayoría de las obras de Terrazas se consideran perdidas, por consiguiente, las composiciones que de él se han registrado son realmente escasas. De su producción se han preservado hasta la actualidad nueve sonetos, una epístola en tercetos, diez décimas y algunos fragmentos compuestos por setenta y cinco octavas del poema épico titulado «Nuevo Mundo y Conquista».
En 1577 fueron publicados cinco de sus sonetos dentro del cancionero manuscrito Flores de Baria [sic] Poesía, dicho cancionero es de gran importancia para la literatura española y novohispana ya que es una de las únicas antologías literarias que se conservaron de entre toda la producción literaria aurisecular del siglo XVI.
Tanto Terrazas como su obra son el ejemplo de la transculturación y el trasplante de España en América que distingue a la primera generación de criollos en el Nuevo Mundo. Un ejemplo de la transculturación en la obra de Terrazas es su poema intitulado «Dejad las hebras de oro ensortijado» en el cual el autor pone en acción gran parte del catálogo de metáforas utilizado por los poetas del Siglo de Oro del Viejo Mundo, el final del soneto es realmente realmente notable porque logra darle un sentido totalmente opuesto a lo que se va planteando en un inicio. 
El estudioso mexicano de la literatura novohispana Gonzalo Celorio menciona que en Terrazas hay cierto pudor a la hora de expresarse en algunos de sus versos, sobre todo en el poema anteriormente mencionado, debido a que pareciera que el "yo" lírico intenta retrasar hasta el último momento del poema lo que quiso decir desde un principio.
Además de su predilección y habilidad para la producción lírica Terrazas también tenía inclinación por la poesía épica de largo aliento como lo atestigua su poema épico titulado «Nuevo Mundo y Conquista»; en él se plantea una descripción de las expediciones de Hernández Córdoba y Juan de Grijalba, e igualmente se describe la conquista de México por Hernán Cortés.

### Lírica
Sus sonetos se encuentran entre los más logrados de su tiempo. En su acervo lírico hay reflejos de algunas escuelas europeas como la escuela sevillana, tratando su obra lírica sobre la belleza y crueldad de la amada, que era el tema central del petrarquismo entonces en boga.
De igual modo se puede encontrar en su poesía un juego constante entre lo sagrado y lo profano en el que términos tomados del lenguaje teológico son utilizados para describir a la belleza de la mujer. El petrarquismo en Terrazas es un petrarquismo temprano, pero bastante maduro, pues se observa con gran fuerza dentro de sus versos, ayudando a desmentir el dicho de que todo llegaba al Nuevo Mundo con un siglo de retraso.
La poesía de Terrazas contiene una veta de erotismo bastante rica, muy a pesar del celo inquisitorial y de la autoridad virreinal, prueba de ello es su soneto intitulado  «A unas piernas»: 

¡Ay basas de marfil, vivo edificio

obrado del artífice del cielo,

columnas de alabastro que en el suelo

nos dais del bien supremo claro indicio!

¡Hermosos capiteles y artificio

del arco que aun de mí me pone celo!

Altar donde el tirano dios mozuelo

Hiciera de sí mismo sacrificio!

¡Ay puerta de la gloria de Cupido

y guarda de la flor más estimada

de cuantas en el mundo son ni han sido!

Sepamos hasta cuando estáis cerrada

Y el cristalino cielo es defendido

A quien jamás gustó fruta vedada

El  soneto citado se aleja de la poesía mística, religiosa o de devoción y se acerca más a un rebozante erotismo de toque culterano, casi cortesano, que se haya dirigido a un público culto.

### Épica
Aunque su obra épica no nos ha llegado completa hasta nuestros días, su poema épico «Nuevo Mundo y Conquista» aporta información histórica sobre hechos ocurridos en la región del Caribe. Asimismo, resalta su posición como español americano, pues, a pesar de ser nativo americano, tenía una filiación hacia la tradición literaria del Viejo Mundo.
En su poema épico, Terrazas no solamente se dedicó a ensalzar las hazañas de la conquista de América, sino que también muestra una actitud crítica ante el conquistador Hernán Cortés, misma que quedó de manifiesto en algunos versos de su poema en los que se hace un reclamo directo al conquistador por el trato desconsiderado mostrado hacia a sus compañeros de conqusita.